# Chacarera

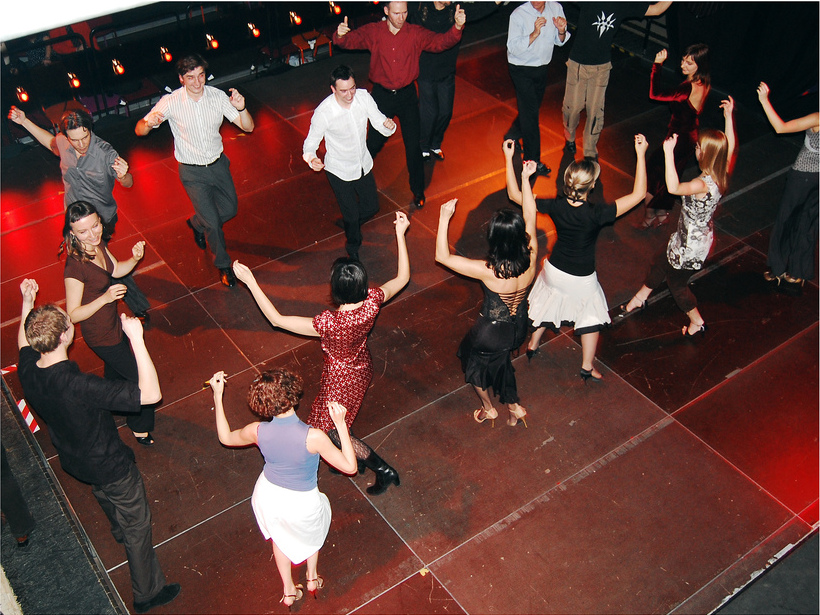
Chacarera tańczona w Warszawie w Teatrze Montownia na ul. Konopnickiej 6 w Warszawie, 30 listopada 2007 podczas andrzejek

Chacarera – taniec i muzyka ludowa zapoczątkowana w północnej Argentynie w XIX wieku. 
Około 1850 roku zaczęto tańczyć Chacarerę w północnej Argentynie, zwłaszcza w Santiago del Estero. Nazwa pochodzi od słowa chacra. Taniec był zazwyczaj tańczony na wsiach ale z czasem przedostał się do miast. W początku XX wieku dotarł do Buenos Aires.

W latach 1960 chacarera stała się  bardziej popularna co było związane ze zwiększonym zainteresowaniem folklorem argentyńskim.  Chacarera jest nadal tańczona w Argentynie czasami jako przerywnik podczas milongii. Taniec jest szybki i tańczony w grupach. Zaczyna się od uderzenia stóp o podłogę.